# Roberto Abadie Soriano
Roberto Federico Abadie Soriano (Montevideo, 15 de noviembre de 1895-1992) fue un pedagogo uruguayo. Se desempeñó desde muy joven como maestro y también fue profesor de idioma español.
Junto al poeta y pedagogo Humberto Zarrilli, publicó en 1926 los textos oficiales de enseñanza de idioma español y lectura Cervantes, Rubén Darío y Rodó. Los dos autores ganaron el primer premio en un concurso oficial de libros de lectura y la serie oficial de libros de lectura de primero a cuarto año. Fueron coautores de algunas obras más, entre ellas: Patria, Democracia para escuelas rurales, Manual práctico de ortografía y Guía metodológica para la enseñanza de la lectura, etc.
Ganó el primer premio en el concurso de Textos de Historia Nacional, organizado por la ex Dirección General de Instrucción Primaria.
Fue ganador de un premio de la UNESCO y del Premio Interamericano de Educación “Andrés Bello” otorgado por la Organización de Estados Americanos (OEA). Integró la Comisión de Amigos de Educación Popular por varias décadas ejerciendo su presidencia en varias oportunidades. Entre 1974 y 1976, fue presidente de la Sociedad de Amigos de la Educación Popular (S.A.E.P.). También fue director del Instituto Uruguayo de Estudios Preparatorios.
Fue fundador en Uruguay de la escuela nocturna para adultos satisfaciendo una necesidad que el país requería. Desde el 12 de junio de 1996, por ley 16.752 el Centro de Educación de Adultos N.º 2 de Montevideo lleva su nombre.

## Obras (lista parcial)
- Cervantes (texto oficial de lenguaje, 1926) con Humberto Zarrilli Caruso
- Rubén Darío (texto oficial de lenguaje, 1926) con Humberto Zarrilli Caruso
- Rodó (texto oficial de lenguaje, 1926) con Humberto Zarrilli Caruso
- Alegría (libro de lectura, 1927) con Humberto Zarrilli Caruso
- Tierra nuestra (libro de lectura, 1927) con Humberto Zarrilli Caruso
- Uruguay (libro de lectura, 1927) con Humberto Zarrilli Caruso
- Optimismo (libro de lectura, 1927) con Humberto Zarrilli Caruso
- Patria, con Humberto Zarrilli Caruso
- Democracia para escuelas rurales, con Humberto Zarrilli Caruso
- Manual práctico de ortografía, con Humberto Zarrilli Caruso
- Guía metodológica para la enseñanza de la lectura, con Humberto Zarrilli Caruso